# Őcsény
Őcsény is een plaats (község) en gemeente in het Hongaarse comitaat Tolna. Őcsény telt 2572 inwoners (2001).